# CD Cultural Areas
CD Cultural Areas is een Spaanse voetbalclub uit Ponteareas die uitkomt in de Tercera División. De club werd in 1967 opgericht en speelt haar thuiswedstrijden in het Estadio A Lomba.
Cultural Areas speelde vanaf haar bestaan tot 2009 in de regionale competities van Galicië. Sinds het seizoen 2009/2010 komt de club uit in de Tercera División, het vierde niveau in het Spaanse voetbal.
Alondras CF ·
CD Areintero ·
Arosa SC·
UD Atios ·
CSD Arzúa ·
CD As Pontes ·
CD Barco ·
Bergantiños CF ·
CD Choco ·
CD Estradense ·
Deportivo Fabril ·
SD Fisterra ·
Ourense CF ·
UD Ourense ·
UD Paiosaco ·
Polvorín FC ·
CD Pontellas ·
Rápido Bouzas ·
CD Ribadumia ·
Silva SD ·
UD Somozas ·
RC Vilalbés ·
AE Vista Alegre CF · 
Viveiro CF